# (1997) Leverrier
(1997) Leverrier es un asteroide perteneciente al cinturón de asteroides descubierto el 14 de septiembre de 1963 por el equipo del Indiana Asteroid Program de la universidad de Indiana desde el observatorio Goethe Link de Brooklyn, Estados Unidos.

## Designación y nombre
Leverrier fue designado inicialmente como 1963 RC.
Más tarde se nombró en honor del matemático francés Urbain Le Verrier (1811-1877).

## Características orbitales
Leverrier está situado a una distancia media del Sol de 2,209 ua, pudiendo acercarse hasta 1,752 ua y alejarse hasta 2,666 ua. Tiene una excentricidad de 0,2069 y una inclinación orbital de 6,069°. Emplea 1199 días en completar una órbita alrededor del Sol.